# Material circulante no Metropolitano de Londres
O material circulante no Metro de Londres são carruagens e outros materiais, construídos entre 1980 e 2005. O material circulante nas linhas de pouca profundidade e de superfície, é identificado por uma carta (tal como o Material A, usado nas linhas de metropolitano), enquanto que o material que circula nos túneis mais profundos (os túneis mais pequenos, em forma de cano), são identificados pelo ano que foram desenhados (por exemplo as Carruagens de 1996 usadas na Jubilee line).